# معالجة الأراضي الرطبة

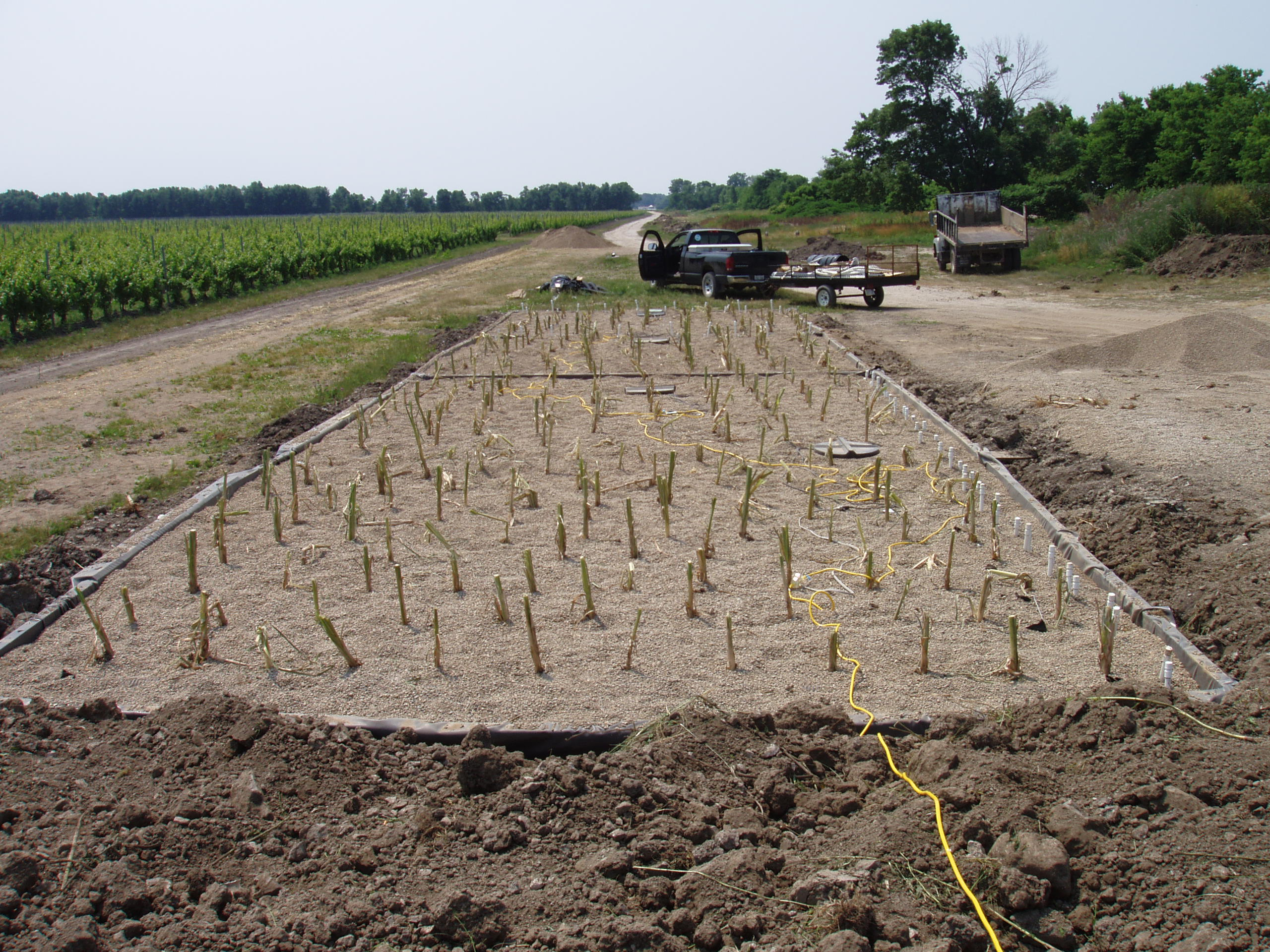

معالجة الأراضي الرطبة هو تصميم هندسي من أرض رطبة صناعية، لمعالجة وتنقية التلوث المائي الموجود في مياه الأمطار أو مياه الصرف الصحي. مكن أيضا أن تكون مصممة لاستصلاح الأراضي بعد التعدين، أو كخطوة تخفيف للمناطق الطبيعية المفقودة لتنمية الأراضي.

## الوصف
يتم في معالجة الأراضي الرطبة التقاط وتنظيف المياه من المواد الذائبة فيها، والملوثات السامة، من خلال العمليات البيولوجية الهوائية واللاهوائية.

### الأنواع
تتضمن أنواع المعالجة:
- الأراضي الرطبة تحت السطحية.
- الأراضي الرطبة السطحية.
- معالجة مياه الصرف الصحي_معالجة ثالثة ثانوية وأولية.

### أفضل تطبيقات إدارية
العديد من الوكالات تصنف معالجة الأراضي الرابطة كواحدة من توصياتها للتحكم بالجريان السطحي في المناطق الحضارية.

## الروابط الخارجية
- EPA Constructed Wetlands resources - Handbook, studies and related resources
- American Society of Professional Wetland Engineers website نسخة محفوظة 19 سبتمبر 2017 على موقع واي باك مشين.
- Modular Wetland Systems, Inc.